# 흑고니

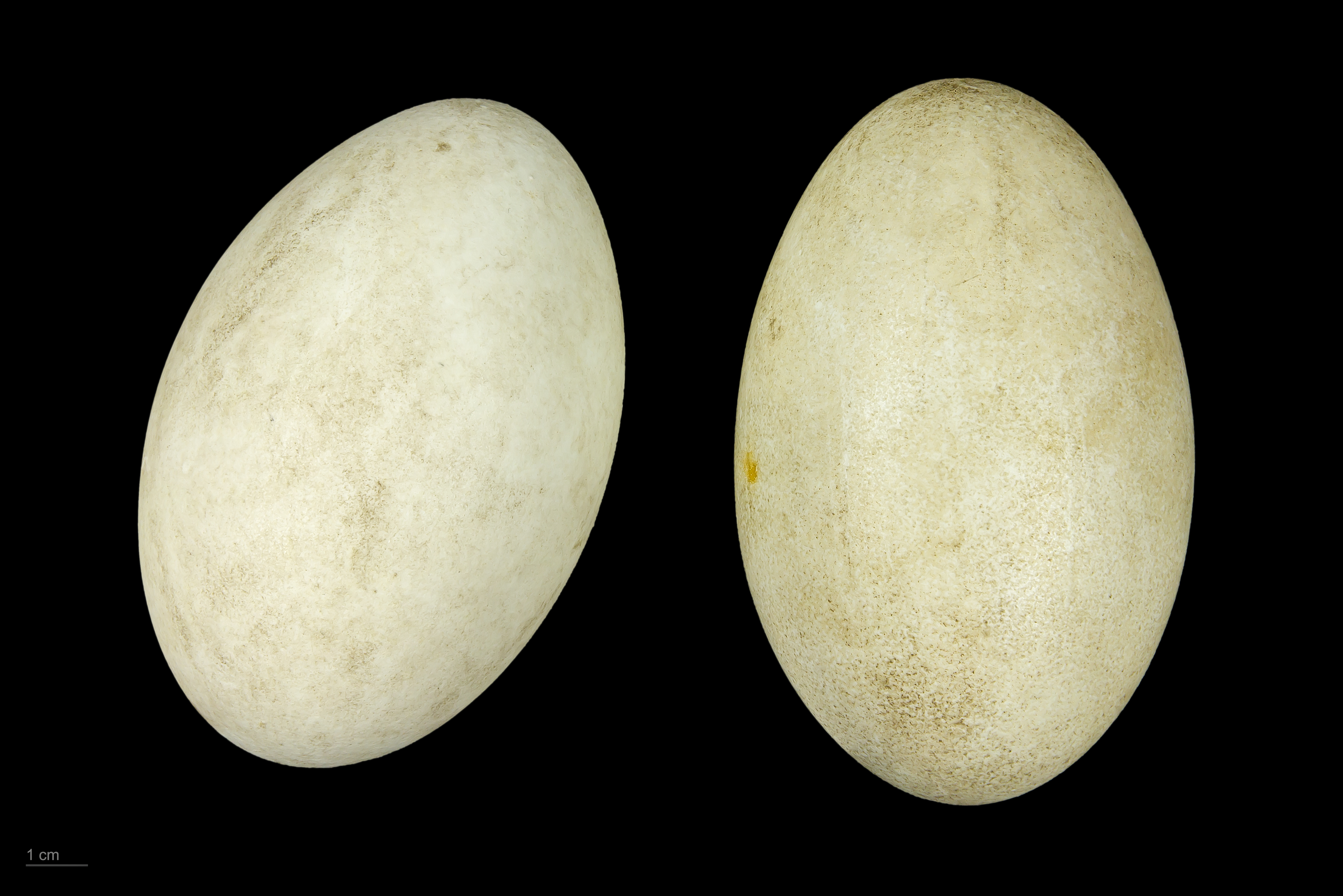
Cygnus atratus

흑고니는 오스트레일리아에 사는 새이며, 웨스턴오스트레일리아주의 상징 새이다.
아종인 뉴질랜드고니는 마오리족에 의해 멸종했다.
몸무게는 9kg 가량이다. 다른 고니류 새와는 달리 텃새로, 태어난 곳에서 평생 산다. 호숫가에 큰 둔덕을 만들고 그 위에 둥지를 튼다. 매년 고쳐가면서 같은 둥지를 계속 쓴다. 수컷과 암컷이 알을 교대로 품는다.일부는 계절에 따라 서식지를 옮기기도 한다.
오스트레일리아는 1974년부터 흑고니를 법적으로 보호하고 있다.

## 외형
몸 빛깔은 전체가 검은색이다. 첫째날개깃과 둘째날개깃의 끝 부분은 흰색이다. 부리는 빨강 또는 오렌지색이며 윗부리 앞끝에 흰색 띠가 있다.

## 같이 보기
- 흑고니 이론